# Maacem
Maacem est une commune de la wilaya de Tissemsilt en Algérie.